# جکسون گیتارز
جکسون گیتارز (انگلیسی: Jackson Guitars) شرکت تجهیزات موسیقی آمریکایی است، که در سال ۱۹۸۰ تأسیس شد.